# Giuseppe Nicolini (dirigente sportivo)
Giuseppe Nicolini (...) è un dirigente sportivo sammarinese, presidente della Federazione Sammarinese Nuoto.
È anche membro del direttivo, dal 2005, della Confederación Latina de Natación.
È il padre dell'ex nuotatore Emanuele Nicolini.